# Abu Kalijar
Abū Kālījār Marzbān (in persiano ابوکالیجار مرزبان‎; Bassora, 1010 – ottobre 1048), fu l'emiro della dinastia buyide del Fars (1024-1048), del Kerman (1028-1048) e dell'Iraq (1044-1048).
Era il figlio maggiore di Sultan al-Dawla.

## Biografia

### La lotta per la supremazia tra Buyidi
La morte del sultano al-Dawla nel 1024 provocò una crisi di successione nelle terre amministrate dalla dinastia dei Buyidi. Solo nel 1027 l'esercito di Baghdad nominò il fratello Jalal al-Dawla come sovrano. Nel frattempo Abu Kalijar aveva costruito una propria base di potere nel Fars, benché i primi anni del suo regno furono segnati dalla forte ingerenza del suo tutore, un eunuco di nome Sandal, e dall'entrata in conflitto con il sovrano buyide del Kerman, Qawam al-Dawla. La morte di quest'ultimo nel 1028 permise ad Abu Kalijar di occupare la provincia. Nel 1030, Jalal al-Dawla inviò una vasta flotta composta da 1 300 navi sotto il suo visir Abu Ali Hasan per catturare Bassora da Abu Kalijar, ma la spedizione si rivelò un disastro e si concluse con una netta disfatta. Abu Ali Hasan venne quindi fatto prigioniero, sia pur riconquistando la libertà poco più tardi. Abu Kalijar inviò dopo breve tempo un esercito sotto il suo visir Bahram ibn Mafinna, che riuscì a impossessarsi del Khūzestān. Abu Kalijar elevò dunque la città di Ahvaz a sua capitale.
Nel 1033 i Ghaznavidi invasero il Kerman, con l'obiettivo di sottomere i domini buyidi. Tuttavia, gli obblighi finanziari imposti alla popolazione del Kerman li convinsero che l'autorità buried appariva maggiormente tollerabile. L'anno successivo, Bahram ibn Mafinna scacciò i Ghaznavidi dalla provincia.
Anche Abu Kalijar aspirava a ottenere il controllo dell'Iraq. Intorno al 1037, il suo esercito marciò su Baghdad; malgrado non fosse stato in grado di conquistare la città, Jalal al-Dawla lo riconobbe come emiro supremo. In seguito, Abu Kalijar impiegò il titolo di "Shahanshah" sulle sue monete. Tuttavia, l'emiro di Mosul, insieme alla tribù araba degli Asadidi, prese le parti di Jalal al-Dawla e i due Buyidi furono costretti a giungere a un compromesso. Entrambi i sovrani ricorsero agli stessi titoli e, nei fatti, agirono in maniera indipendente l'uno rispetto all'altro. L'Iraq rimase quindi fuori dal controllo di Abu Kalijar, che però riuscì a nominare suo figlio governatore di Bassora. Nel 1041/1042, Bahram ibn Mafinna morì e gli succedette Dhu'l-Sa'adat come visir di Abu Kalijar.
La morte di Jalal al-Dawla nel 1044 concesse ad Abu Kalijar il predominio sull'Iraq. Il suo controllo sulla regione, tuttavia, rimase debole; la sua capitale rimase quindi ad Ahvaz, invece di essere trasferita a Baghdad. Nel frattempo, i Kakuyidi di Esfahan erano divisi tra due fratelli rivali e Abu Kalijar cercò di costringerli a sottomettersi alla sua autorità. Essi, tuttavia, preferirono riconoscere i Selgiuchidi come loro signori. Nello stesso anno, Abu Kalijar rafforzò le mura di Shiraz.

### Apice del potere e morte
Abu Kalijar continuò a consolidare la sua autorità recandosi a Baghdad, dove ricevette il titolo di emiro supremo e quello di "Muhyi al-Din" (in arabo محي الدین‎?, Muḥyī al-Dīn, letteralmente "il rivelatore della religione"). Diversi governanti minori della Mesopotamia riconobbero la sua autorità e persino i Kakuyidi giurarono la loro fedeltà. Quest'ultimo atto, tuttavia, provocò un intervento selgiuchide e Abu Kalijar decise di negoziare e creare un'alleanza matrimoniale concedendo in sposa sua figlia Fülane Khatun. Il governatore buyide del Kerman, tuttavia, decise di sottomettersi ai Selgiuchidi occidentale guidati da Qavurt, un ramo rivale della famiglia di Toghrul Beg, a Oriente. Abu Kalijar marciò per riaffermare la sua autorità, ma fu accolto da un ambasciatore del governatore, che portò doni e la promessa di rinnovare la sua fedeltà. Poco dopo, Abu Kalijar morì all'età di trentotto anni. Gli successe il figlio Al Malik al-Rahim, ma i Buyidi vissero una fase di lotte per la successione subito dopo la sua morte e il Kerman entrò nell'orbita selgiuchide.